# Celtic Cup 2019-20
La Celtic Cup 2019-20 fue la segunda edición del torneo de rugby para equipos de Gales e Irlanda.

## Sistema de disputa
Cada equipo disputó siete partidos enfrentándose a cada uno de sus rivales, posteriormente los dos mejores equipos clasificaron a la final.

## Fase regular
|  | Finalistas. |

| Pos. | Equipo              | Encuentros | Encuentros | Encuentros | Encuentros | Tantos | Tantos | Tantos | PB | PB | Puntos |
| Pos. | Equipo              | PJ         | PG         | PE         | PP         | F      | C      | Dif    | BO | BD | Puntos |
| ---- | ------------------- | ---------- | ---------- | ---------- | ---------- | ------ | ------ | ------ | -- | -- | ------ |
| 1.º  | Leinster A          | 7          | 7          | 0          | 0          | 351    | 140    | 211    | 7  | 0  | 35     |
| 2.º  | Ulster A            | 7          | 5          | 0          | 2          | 198    | 170    | 28     | 5  | 0  | 25     |
| 3.º  | Connacht Eagles     | 7          | 5          | 0          | 2          | 191    | 169    | 22     | 3  | 0  | 23     |
| 4.º  | Scarlets A          | 7          | 4          | 0          | 3          | 217    | 194    | 23     | 4  | 2  | 22     |
| 5.º  | Dragons A           | 7          | 2          | 0          | 5          | 205    | 236    | -31    | 5  | 2  | 15     |
| 6.º  | Ulster A            | 7          | 2          | 1          | 4          | 165    | 206    | -41    | 3  | 0  | 13     |
| 7.º  | Ospreys Development | 7          | 1          | 1          | 5          | 133    | 229    | -96    | 2  | 0  | 8      |
| 8.º  | Cardiff Blues A     | 7          | 1          | 0          | 6          | 109    | 225    | -116   | 2  | 1  | 7      |

## Final
| 13 de octubre de 2019 | Leinster A | 31 - 10 | Ulster A |  |  |

| Bandera de Irlanda |
| Campeón Leinster A |
| Segundo título     |